# マルス3&7
マルス 3&7（マルス スリー・アンド・セブン）は、本坊酒造から発売されている国産ブレンデッドウイスキー（原酒の一部に海外産の原酒も使用されているため、事実上日本洋酒酒造組合の定めるジャパニーズ・ウイスキーの表示基準に合致しないワールドブレンデッドウイスキー〈ジャパンメイドウイスキー〉扱いの商品）のブランドの一つである。

## 概要
3年熟成したモルトと7年熟成したモルト、そしてグレーンをブレンドしていることからこの名が付けられた。リーズナブルな価格ながら流通量が少なく、入手にはやや難があるものの、近年では一部のコンビニエンスストアでも入手可能になっている。
- 容量：720ml
- アルコール分：40%
- 定価：1,512円（税込）
- 製造場：マルス信州蒸溜所